# Rolf "Lillkubben" Johansson
Rolf "Lillkubben" Johansson, född 3 januari 1935, död 18 oktober 1997 var en svensk fotbollsmålvakt.
Johansson betraktas av många jämte legendaren Göte Ståhl som Jönköpings Södra IF:s (J-Södra) bäste målvakt genom tiderna. Det var också Johansson, då 20 år, som 1955 efterträdde Göte när J-Södra efter sju raka allsvenska säsonger degraderades till division 2.
Johansson som tillhörde kategorin panterviga målvakter arbetade sig efterhand fram som en av landets främsta burväktare. Han blev också den kanske mest avgörande faktorn när J-Södra 1959 i kamp med IF Elfsborg vann division 2 och därefter utklassade IFK Luleå i det allsvenska kvalet. I allsvenskan var J-Södra chanslösa och sejouren blev bara ettårig vilket dock inte hindrade att Johansson fick landslagsledningens ögon på sig. Totalt blev det 1 A-, 7 B- och 1 U-landskamp för Johansson.
1962 var Johansson tillbaka i Allsvenskan, nu i IF Elfsborgs tröja innan han 1966 gick till division 2-klubben IS Halmia där karriären avslutades. Totalt spelade Johansson 88 allsvenska matcher varav 22 i J-Södra och 66 i Elfsborg.
Smeknamnet "Lillkubben" fick Johansson under sin tid som junior i Husqvarna IF för att skilja honom från A-lagets Elmer "Kubben" Almqvist. Den sistnämnde gjorde för övrigt fyra allsvenska matcher för J-Södra.